# Expo 2015
Expo 2015 – wystawa światowa w Mediolanie, która odbywała się od 1 maja do 31 października 2015. Uczestniczyło w niej 145 państw z całego świata. Jej hasłem przewodnim było: „Żywienie planety, energia dla życia”.
Obszar wybrany pod wystawę położony był w północno-zachodniej części Mediolanu i w 90% znajdował się na terenie Mediolanu, zaś pozostałe 10% w Rho.